# Trophée Emile-Francis
Le trophée Emile-Francis est attribué annuellement au vainqueur de la division Atlantique de la Ligue américaine de hockey. Il est baptisé en l'honneur de l'ancien entraîneur Emile Francis.
Le trophée a été créé à la suite de l'expansion de la LAH de 2001 .

## Vainqueurs
- Division Nord
  - 2001-2002 - Lock Monsters de Lowell
  - 2002-2003 - Bruins de Providence
- Division Atlantique
  - 2003-2004 - Wolf Pack de Hartford
  - 2004-2005 - Monarchs de Manchester
  - 2005-2006 - Pirates de Portland
  - 2006-2007 - Monarchs de Manchester
  - 2007-2008 - Bruins de Providence
  - 2008-2009 - Wolf Pack de Hartford
  - 2009-2010 - Sharks de Worcester
  - 2010-2011 - Pirates de Portland
  - 2011-2012 - IceCaps de Saint-Jean
  - 2012-2013 - Bruins de Providence
  - 2013-2014 - Monarchs de Manchester
  - 2014-2015 - Monarchs de Manchester
  - 2015-2016 - Bears de Hershey
  - 2016-2017 - Penguins de Wilkes-Barre/Scranton
  - 2017-2018 - Phantoms de Lehigh Valley
  - 2018-2019 - Checkers de Charlotte
  - 2019-2020 - Bruins de Providence
  - 2020-2021 - Bruins de Providence
  - 2021-2022 - Checkers de Charlotte